# Thomas de Courtenay, V conte di Devon
Thomas de Courtenay (1414 – 1458) è stato un nobile inglese.

## Giovinezza
Era l'unico figlio sopravvissuto all'infanzia di Hugh de Courtenay, XII conte di Devon ed Anne Talbot. Ereditò la contea alla morte del padre nel 1422. Nell'agosto di quello stesso anno figurò tra i 300 nobili che assistettero all'incoronazione di Enrico VI d'Inghilterra. In quella occasione, il 5 novembre 1429, fu ordinato cavaliere.

## Minore età e tutela
Il 1º maggio 1424 le sue proprietà furono affidate allo zio John Talbot, I conte di Shrewsbury e alla madre Anne durante la sua minore età, in cambio del pagamento di una somma di denaro. Era pratica infatti di acquistare dalla corona una licenza per svolgere il patrocinio.
Sua madre e suo zio affidarono il mantenimento dei parchi, castelli e proprietà dei Courtenay a nobili locali e avvocati.
Anne si appropriò della sua dote che includeva il castello di Tiverton mentre una parte delle proprietà del defunto conte vennero infeudate per soddisfare i debiti e le sue ultime volontà.
Tuttavia le sue proprietà erano così rovinate e i parchi così fatiscenti che a Thomas fu permesso di cacciare nei parchi reali per provvedere al proprio sostentamento.

## 1430 e 1440
Thomas entrò in possesso delle sue proprietà nel 1433. Vantava un reddito considerato assai scarso rispetto ai nobili di pari rango. Grazie al matrimonio con Margaret Beaufort godette dell'influenza della potente famiglia della moglie, potendo così ricoprire incarichi pubblici e avere un reddito fisso. Il re inoltre dichiarò estinti i suoi debiti. Le nomine ricevute tuttavia provocarono vari contrasti con la famiglia Bonville la cui risoluzione avvenne in presenza del sovrano ma senza duraturo successo.

## Courtenay e York
Dopo la morte di John Beaufort, I duca di Somerset nel 1444 e del cardinale Beaufort nel 1447, rispettivamente fratello e zio di Margaret, Thomas cercò altre alleanze per non perdere i propri privilegi. Fu così che si legò a Riccardo Plantageneto, III duca di York divenendone servitore e alleato. I Bonville invece si legarono a William de la Pole, I duca di Suffolk, che dopo la discesa dei Beaufort si trovò a dominare la politica nazionale.
Courtenay si trovò coinvolto nella controversia tra York e de la Pole ma continuò a guerreggiare con i Bonville anche quando tra le due fazioni venne raggiunta la pace. Nel 1455 infatti attaccò le terre dei Bonville e ne seguirono scontri armati durati tre mesi. La corona ordinò un'inchiesta per condannare per alto tradimento Courtenay, il quale venne intanto rinchiuso nella Torre di Londra in attesa del giudizio. A occuparsi della questione subentrò Margherita d'Angiò che liberò il prigioniero. A Courtenay e York venne ordinato di recarsi a Londra per essere ascoltati. Durante il viaggio Courtenay si fermò a pernottare nell'abbazia di Abingdon dove trovò la morte forse per avvelenamento.